# اوسان یون
اوسان یون (انگلیسی: Usun Yoon؛ زادهٔ ۲۷ مهٔ ۱۹۷۷) بازیگر، مجری تلویزیون و روزنامه‌نگار اهل کره جنوبی است که در اسپانیا زندگی می‌کند و در این کشور به‌واسطه برنامه‌های تلویزیونی‌اش شناخته شده است.
از فیلم‌ها یا مجموعه‌های تلویزیونی که وی در آن‌ها نقش داشته است، می‌توان به انگیزه‌های شخصی و غذای مدیترانه‌ای اشاره نمود.